# Trofeo Feria de Toledo
Este Trofeo se disputa anualmente desde 1965 en la ciudad de Toledo (España) coincidiendo con las fiestas y ferias de la localidad.
El Trofeo  está organizado por el Ayuntamiento de Toledo y el C. D. Toledo.
En 1970 no se pudo disputar. Las ediciones de 2002 y 2003 no se celebraron porque hubo problemas en la compra y venta de las acciones del club entre dos frentes inversores. En el 2020 tampoco hubo Trofeo de Ferias por el COVID-19 y además todavía C. D. Toledo no había comenzado ni siquiera la pretemporada.
En 2021 se comenzó a celebrar el Trofeo de Ferias de Toledo Femenino. La disputaron el C. D. Toledo y el At. Madrid (un combinado del B y C). Las rojiblancas se alzaron con el I Trofeo de Ferias tras ganar 0-4.

## Ediciones
| Año  | Edición       | Campeón               | Resultado      | Subcampeón                           |
| ---- | ------------- | --------------------- | -------------- | ------------------------------------ |
| 1965 | I             | Talavera C. F.        | 1-0            | U. D. Santa Bárbara                  |
| 1966 | II            | Talavera C. F.        | 4-0            | C. D. Toledo                         |
| 1967 | III           | Rayo Vallecano        | 1-0            | Talavera C. F.                       |
| 1968 | IV            | C. D. Quintanar       | triangular     | Talavera C. F. U. D. Santa Bárbara   |
| 1969 | V             | U. D. Santa Bárbara   | 3-0            | U. P. Plasencia                      |
| 1970 | VI            | Talavera C. F.        | 6-1            | U. D. Santa Bárbara                  |
| 1971 | VII           | Talavera C. F.        | 2-1            | C. D. Toledo                         |
| 1972 | VIII          | C. D. Toledo          | 3-3 (pen)      | U. D. Santa Bárbara                  |
| 1973 | IX            | C. D. Toledo          | 2-1            | Talavera C. F.                       |
| 1974 | X             | C. D. Toledo          | 3-2            | Talavera C. F.                       |
| 1975 | XI            | Córdoba C. F.         | 0-0 (pen)      | Talavera C. F.                       |
| 1976 | XII           | C. D. Toledo          | 3-0            | Talavera C. F.                       |
| 1977 | XIII          | Atlético Madrileño    | 1-1 (pen)      | C. D. Toledo                         |
| 1978 | XIV           | Albacete Balompié     | 5-5 (pen)      | C. D. Toledo                         |
| 1979 | XV            | Albacete Balompié     | triangular     | A. D. Alcorcón C. Getafe Deportivo   |
| 1980 | XVI           | C. D. Toledo          | triangular     | Talavera C. F. C. D. Sonseca         |
| 1981 | XVII          | Talavera C. F.        | triangular     | C. D. Toledo C. D. Torrijos          |
| 1982 | XVIII         | Talavera C. F.        | 1-0            | C. D. Toledo                         |
| 1983 | XVIX          | C. D. Toledo          | 2-0            | Mora C. F.                           |
| 1984 | XX            | Talavera C. F.        | 3-2            | C. D. Toledo                         |
| 1985 | XXI           | C. D. Toledo          | 1-0            | C. D. Sonseca                        |
| 1986 | XXII          | C. D. Sonseca         | 2-1            | C. D. Toledo                         |
| 1987 | XXIII         | C. D. Toledo          | 3-0            | Daimiel C. F.                        |
| 1988 | XXIV          | C. D. Toledo          | 2-1            | C. D. Móstoles                       |
| 1989 | XXV           | C. D. Toledo          | triangular     | Talavera C. F. U. D Salamanca        |
| 1990 | XXVI          | C. D. Toledo          | triangular     | C. F. Valdepeñas Real Ávila          |
| 1991 | XXVII         | Getafe C. F.          | 2-0            | C. F. Fuenlabrada                    |
| 1992 | XXVIII        | C. D. Toledo          | 3-0            | Rayo Vallecano                       |
| 1993 | XXIX          | Real Valladolid       | 2-0            | C. D. Toledo                         |
| 1994 | XXX           | Real Madrid C. F. "B" | triangular     | C. D. Toledo S. D. Compostela        |
| 1995 | XXXI          | C. D. Toledo          | 3-2            | F. C. Lokomotiv Moscú                |
| 1996 | XXXII         | C. F. Extremadura     | 2-1            | C. D. Toledo                         |
| 1997 | XXXIII        | C. D. Toledo          | 2-0            | C. P. Mérida                         |
| 1998 | XXXIV         | C. D. Toledo          | 1-0            | Real Oviedo                          |
| 1999 | XXXV          | C. P. Mérida          | triangular     | C. D. Toledo C. D. Numancia de Soria |
| 2000 | XXXVI         | Levante U. D.         | 1-0            | C. D. Toledo                         |
| 2001 | XXXVII        | C. D. Toledo          | 1-0            | C. D. Leganés                        |
| 2002 | No se disputó | -                     | -              | -                                    |
| 2003 | No se disputó | -                     | -              | -                                    |
| 2004 | XXXVIII       | Getafe C. F.          | 0-0 (pen)      | C. D. Toledo                         |
| 2005 | XXXIX         | U. B. Conquense       | 3-1            | C. D. Toledo                         |
| 2006 | XL            | C. D. Ciempozuelos    | 0-0 (pen)      | C. D. Toledoo                        |
| 2007 | XLI           | Zamora C. F.          | 0-0 (pen)      | C. D. Toledo                         |
| 2008 | XLII          | C. D. Toledo          | 2-1            | C. D. Leganés                        |
| 2009 | XLIII         | Rayo Vallecano        | 1-1 (pen)      | C. D. Toledo                         |
| 2010 | XLIV          | C. D. Leganés         | 2-0            | C. D. Toledo                         |
| 2011 | XLV           | A. D. Alcorcón        | 1-0            | C. D. Toledo                         |
| 2012 | XLVI          | Getafe C. F. "B"      | 1-1 (pen)      | C. D. Toledo                         |
| 2013 | XLVII         | C. D. Toledo          | 2-0            | Talavera C. F.                       |
| 2014 | XLVIII        | A. D. Alcorcón        | 3-0            | C. D. Toledo                         |
| 2015 | XLIX          | C. D. Toledo          | 1-0            | U. B. Conquense                      |
| 2016 | L             | C. D. Toledo          | 5-1            | C. P. Villarrobledo                  |
| 2017 | LI            | C. D. Toledo          | 3-0            | C. D. Leganés                        |
| 2018 | LII           | C. P. Cacereño        | 1-0            | C. D. Toledo                         |
| 2019 | LIII          | Getafe C. F. "B"      | 0-0 (5:4 pen.) | C. D. Toledo                         |
| 2020 | No se disputó |                       |                |                                      |
| 2021 | No se disputó |                       |                |                                      |
| 2022 | LIV           | C. D. Toledo          | 2-1            | Las Rozas C. F.                      |
| 2023 | LV            | C. D. Toledo          | 1-1 (3:1 pen.) | Real Jaén                            |
| 2024 | LVI           | C. D. Toledo          | triangular     | Rayo Vallecano "B" Moralo C. P.      |
| 2025 | LVII          | C. D. Toledo          | 2-0            | R. C. D.Carbanchel                   |

## Palmarés
| Equipo                           | Títulos | Ediciones |
| -------------------------------- | ------- | --- |
| C. D. Toledo                     | 26      | 1972, 1973, 1974, 1976, 1980, 1983, 1985, 1987, 1988, 1989, 1990, 1992, 1995, 1997, 1998, 2001, 2005, 2008, 2013, 2015, 2016, 2017, 2022, 2023, 2024 y 2025 |
| Talavera C. F.                   | 7       | 1965, 1966, 1970,1971, 1981, 1982 y 1984 |
| Getafe C. F. / Getafe C. F. "B"* | 4       | 1991, 2004, 2012 y 2019 |
| Rayo Vallecano                   | 2       | 1967 y 2009 |
| Albacete Balompié                | 2       | 1977 y 1978 |
| A. D. Alcorcón                   | 2       | 2011 y 2014 |
| C. D. Quintanar                  | 1       | 1968 |
| U. D. Santa Bárbara              | 1       | 1969 |
| Córdoba C. F.                    | 1       | 1975 |
| Atlético Madrileño               | 1       | 1977 |
| C. D. Sonseca                    | 1       | 1986 |
| Real Valladolid                  | 1       | 1993 |
| Real Madrid C. F. "B"            | 1       | 1994 |
| C. F. Extremadura                | 1       | 1996 |
| C. P. Mérida                     | 1       | 1999 |
| Levante U. D.                    | 1       | 2000 |
| U. B. Conquense                  | 1       | 2005 |
| C. D. Ciempozuelos               | 1       | 2006 |
| Zamora C. F.                     | 1       | 2007 |
| C. D. Leganés                    | 1       | 2010 |
| C. P. Cacereño                   | 1       | 2018 |

(*) Al ser el Getafe Club de Fútbol y el Getafe Club de Fútbol "B" la misma sede social, se les ha sumado los trofeos conseguido por ambos.
MÁXIMOS GOLEADORES DEL TROFEO DE FERIAS DE TOLEDO
Con 6 goles: Rafa Aguado Aguado (4 con C.D.Toledo y 2 con C.D.Sonseca)
Con 5 goles: Vázquez (Talavera C.F.), Santi (U.D.Santa Bárbara) y Esteban Martínez (4 con C.D.Toledo y 1 con A.D.Torrejón)
Con 4 goles: Martín (Talavera C.F.), García de Blas y Félix Aranda (C.D.Toledo)
Con 3 goles: Puértoles (Talavera C.F.), Aparicio y Ortega (A.D.Rayo Vallecano), Ballesteros, Rafa Aguado Sobrino y José Luis (U.D.Santa Bárbara), 
Marsal, Monti y Dani (C.D.Toledo), Verdú (Albacete Balompié) y Vallejo (2 con R.Ávila C.F. y 1 con C.D.Toledo)
GOLES TOTALES MARCADOS: 317 goles
GOL 1: Manzanares (Talavera C.F.) I Edición 1965
GOL 100: Barroso (U.D.Santa Bárbara) IX Edición 1974
GOL 200: Esteban (C.D.Sonseca) XX Edición  1985
GOL 300: Rubén Arroyo (C.D.Toledo) XLVIII Edición 2015